# Die Maske (Lem)
Die Maske (polnisch Maska) ist eine 1976 von Stanisław Lem veröffentlichte Science-Fiction-Erzählung.

## Inhalt

### Handlung
Eine komplexe, heuschreckenähnliche Maschine erwacht in Form einer schönen Frau. Sie sondiert die Umgebung und führt vorprogrammierte Handlungen aus. Ihr Ziel: das Vertrauen eines Hofgetreuen des Königs zu gewinnen. Durch die Fähigkeit, sich selbst zu reflektieren, erkennt die Maschine, dass sie auf die Tötung des Hofgetreuen programmiert ist. Sie streift das Frauenkostüm ab und beginnt die Verfolgung des Mannes. Während der Hetzjagd beginnt die Maschine an ihrer Handlung zu zweifeln. Könnte sie entgegen ihrer Programmierung handeln? Besitzt sie eine Moral?

### Interpretation
Aus der Sicht einer Tötungsmaschine versucht Stanisław Lem in dieser Erzählung Begriffe wie Moral und "Freier Wille" zu fassen. Genauso wie man einen Menschen von Geburt an zum Töten abrichten kann, ist die Maschine in der Erzählung auf das Töten programmiert. Damit das Attentat gelingt, braucht "der Attentäter" / "die Maschine" Logik, Wissen und kognitive Flexibilität. Ab wann kann aus diesen unabdingbaren Eigenschaften von selbst Moral entstehen? Ab wann ist die Maschine für ihre eigenen Handlungen verantwortlich?

## Ausgaben
- Stanisław Lem: Maska. Wydawnictwo Literackie, Kraków 1976 (Sammelband, enthält Die Maske, 4 weitere Erzählungen und 3 Fernsehspiele)
- Stanisław Lem: Die Maske. (Deutsche Übersetzung von Klaus Staemmler) In: Die Maske. Herr F. Zwei Erzählungen. Insel-Verlag, Frankfurt am Main 1977
- Stanisław Lem: Die Maske. (Deutsche Übersetzung von Hubert Schumann) In: Barbara Antkowiak (Hrsg.): Der Fotograf des Unsichtbaren und andere phantastische Geschichten. Verlag Volk und Welt, (Ost-)Berlin 1978